# Попов, Алексей Фёдорович (генерал)
Алексей Фёдорович Попов (30 марта 1896, Котовский, область Войска Донского — 12 октября 1946, Москва) — советский военный деятель, генерал-лейтенант танковых войск (21 августа 1943 года).

## Биография
Алексей Фёдорович Попов родился 30 марта 1896 года в хуторе Котовский (ныне — Урюпинского района Волгоградской области).

### Первая мировая и гражданская войны
В августе 1915 года был призван в ряды Русской императорской армии и направлен рядовым в 112-ю артиллерийскую бригаду, дислоцированную в Казани. В январе 1916 года закончил учебную команду этой же бригады, после чего бригада была направлена на Западный фронт, в составе которого в чине старшего унтер-офицера воевал до декабря 1917 года.
15 декабря 1917 года добровольно вступил в отряд Красной гвардии, где состоял в команде конных разведчиков и участвовал в боевых действиях в Хоперском округе области войска Донского. В феврале 1918 года Попов вступил в ряды РККА и направлен на Петроградские краткосрочные кавалерийские курсы красных командиров, по окончании которых в сентябре был назначен на должность командира взвода запасного кавалерийского дивизиона, дислоцированного в Балашове. В составе дивизиона принимал участие в боевых действиях против войск под командованием генерала А. К. Гусельщикова в районе Борисоглебска и Поворино.
С марта 1919 года в составе 1-го Саратовского кавалерийского полка (2-я кавалерийская дивизия, 9-я армия) принимал участие в боевых действиях на Южном фронте на должностях командира взвода и эскадрона. Воевал на Дону и на Северном Кавказе против войск под командованием П. И. Коновалова, участвовал в наступлении на войска под командованием А. И. Деникина в районе Богучар, Миллерово и Усть-Медведицкая, в боях на реке Маныч, в Егорлыкском сражении, в освобождении станиц Тихорецкая, Малороссийская и Кавказская, затем в боевых действиях на реках Кубань и Лаба, весной и летом 1920 года — против войск под командованием Я. А. Слащёва и И. Г. Барбовича под Мелитополем и Каховкой, а осенью — против войск под командованием П. Н. Врангеля на Перекопе и в Крыму.

### Межвоенное время
В октябре 1922 года Попов был направлен на учёбу в 6-ю командную кавалерийскую школу в Таганроге, по окончании которого в сентябре 1924 года был направлен в 25-й Заамурский кавалерийский полк (5-я кавалерийская дивизия, Северо-Кавказский военный округ), дислоцированный в Пятигорске, где служил на должностях командира взвода полковой школы и командира эскадрона.
В октябре 1928 года был направлен на кавалерийские Курсы усовершенствования командного состава в Новочеркасске, по окончании которых в сентябре 1929 года вернулся в 5-ю кавалерийскую дивизию, где служил на должностях помощника начальника и начальника штаба 28-го Таманского кавалерийского полка, помощника начальника 1-й части штаба дивизии, а с мая 1932 года — на должностях начальника штаба и командира 5-го механизированного полка 5-й кавалерийской дивизии.
В 1939 году закончил бронетанковые курсы усовершенствования и переподготовки комсостава РККА в Ленинграде.
В июле 1938 года был назначен на должность начальника автобронетанковых войск 1-й Отдельной Краснознаменной армии, дислоцированной в городе Ворошилов, а в марте 1941 года — на должность командира 60-й танковой дивизии (30-й механизированный корпус, Дальневосточный фронт).

### Великая Отечественная война
С началом Великой Отечественной войны Попов находился на прежней должности. Дивизия в составе корпуса была передислоцирована и включена в состав Северо-Западного фронта, где принимала участие в оборонительных сражениях на подступах к Ленинграду.
В январе 1942 года был назначен на должность начальника Челябинского автобронетанкового учебного центра, а 19 мая — на должность командира 11-го танкового корпуса (5-я танковая армия, Брянский фронт), который принимал участие в неудачном контрударе на воронежском направлении в районе реки Большой Верейки (Воронежско-Ворошиловградская операция (1942)). 8 июля он (вместе с полковым комиссаром Е. С. Усачёвым) был со скандалом отстранён приказом генерал-майора А. И. Лизюкова от должности командира 11-го танкового корпуса.
30 августа 1942 года был назначен на должность командира 23-го, а 16 октября — на должность командира 2-го танковых корпусов. В октябре 1942 года 2-й танковый корпус под командованием Попова оборонялся в районе Сталинграда на рубеже Орловка — разъезд Конный — Древний Вал, а с января 1943 года участвовал в ходе контрнаступления под Сталинградом, действуя на внешнем фронте окружения противника. С марта корпус принимал участие в боевых действиях в районе Чугуева, остановив продвижение противника на рубеже реки Северский Донец. 19 сентября 1943 года 2-й танковый корпус был преобразован в 8-й гвардейский, который принимал участие в ходе Белгородско-Харьковской, Люблин-Брестской, Млавско-Эльбингской, Восточно-Померанской наступательных операций, а также при освобождении городов Лебедин, Люблин, Миньск-Мазовецки, Цеханув, Дойч-Эйлау, Данциг и др.

### Послевоенная карьера
В мае 1946 года был назначен на должность заместителя командующего 9-й механизированной армии, а с сентября находился в распоряжении командующего бронетанковыми и механизированными войсками ВС СССР.
Генерал-лейтенант Алексей Фёдорович Попов умер 12 октября 1946 года в Москве. Похоронен на Новодевичьем кладбище.

## Воинские звания
- Комбриг (1938).
- Генерал-майор танковых войск (04.06.1940)[3].
- Генерал-лейтенант танковых войск (с 21.08.1943).

## Награды
- Два ордена Ленина;
- Четыре ордена Красного Знамени;
- Орден Суворова 1 и 2 степени;
- медаль «XX лет Рабоче-Крестьянской Красной Армии»;
- Др. медали.